# Susak
Susak je hrvaški otok v Primorsko-goranski županiji.
Susak je otok v zahodnem nizu Kvarnerskih otokov, zahodno od otoka Lošinj na severu Jadrana. Otok ima površino 3,75 km², in je razmeroma nizek, najvišji vrh Garba doseže 98 m višine. Skoraj ves je obdelan, povečini z vinogradi, ki so terasasto razporejeni.
Na otoku je vas istega imena, ki leži na vzhodni obali otoka. Otok je bil naseljen že v antiki. Poleg današnje cerkve sv. Nikolaja je bil že v 11. stoletju postavljen benediktinski samostan. Ostanki so še danes vidni severno od cerkve sv. Nikole, ki je bila postavljena  leta 1770. V cerkvi je romansko razpelo iz 12. stoletja, znano kot Veli Bouh.
Prebivalci otoka živijo izolirano, razlikujejo se po govorici, običajih in oblačenju od prebivalcev sosednjih otokov. Ohranili so stare običaje vezane na poročne obrede in opravila okoli trgatve. Zanimive in slikovite so njihove narodne noše.
Na otoku, kjer je tudi »luška kapetanija«, stojita dva svetilnika. Prvi je v pristanišču na koncu valobrana, kjer pristajajo linijske potniške ladje. Ta svetilnik oddaja svetlobni signal: Z Bl 3s. Nazivni domet svetilnika je 3 milje. Drug svetilnik stoji na 96 mnm visoki točki nad rtoma Bastah in Kurilica. Ta svetilnik oddaja svetlobni signal: B Bl(2) 10s. Nazivni domet svetilnika je 19 milj.

## Galerija
- Susak, pogled z Lošinja
- Susak, pogled z Lošinja